# Cully (Bourg-en-Lavaux)
Cully (toponimo francese) è una frazione di 1 785 abitanti del comune svizzero di Bourg-en-Lavaux, nel Canton Vaud (distretto di Lavaux-Oron).

## Geografia fisica
Cully si affaccia sul lago di Ginevra.

## Storia

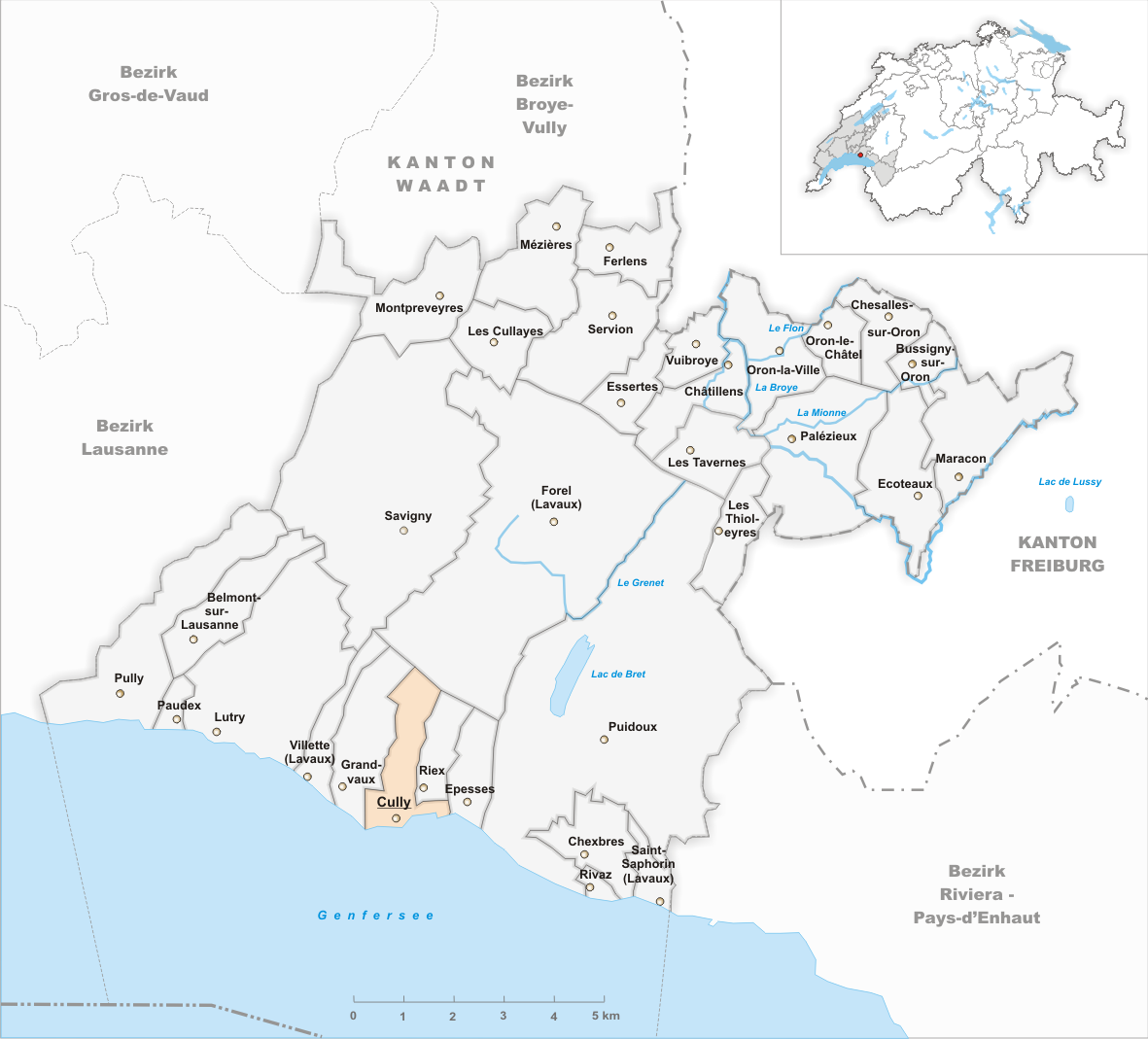
Il territorio del comune di Cully prima degli accorpamenti comunali del 2011

Già comune autonomo istituito nel 1824 per scorporo da quello di Villette, si estendeva per 2,37 km² e comprendeva anche la frazione di Chenaux. Nel 2011 è stato accorpato agli altri comuni soppressi di Epesses, Grandvaux, Riex e Villette per formare il nuovo comune di Bourg-en-Lavaux, del quale Cully è il capoluogo.

## Monumenti e luoghi d'interesse

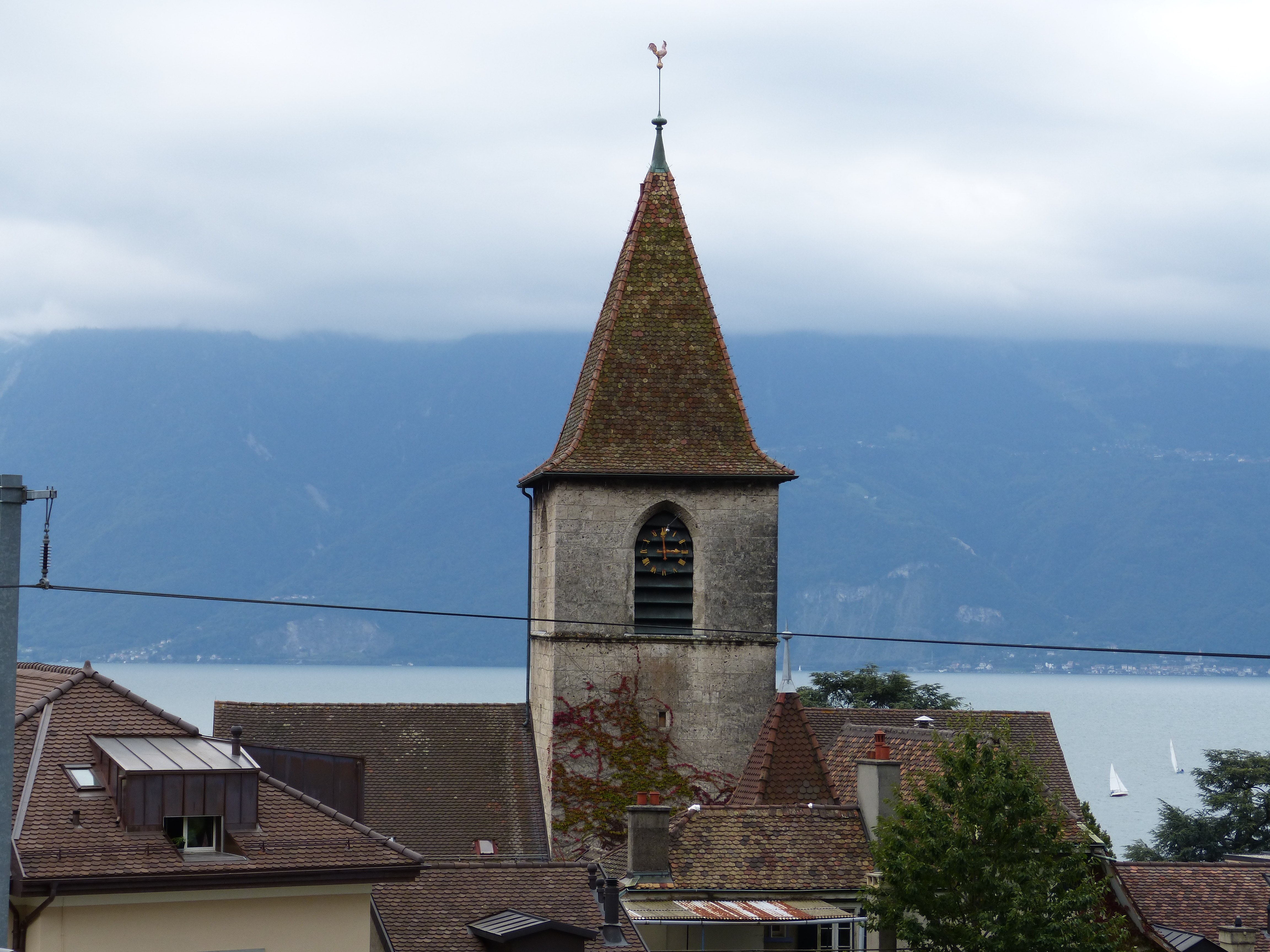
La chiesa di Santo Stefano

- Chiesa riformata di Santo Stefano, attestata dal 1365[1].

## Società

### Evoluzione demografica
L'evoluzione demografica è riportata nella seguente tabella:
Abitanti censiti

## Amministrazione
Ogni famiglia originaria del luogo fa parte del cosiddetto comune patriziale e ha la responsabilità della manutenzione di ogni bene ricadente all'interno dei confini della frazione.

## Infrastrutture e trasporti

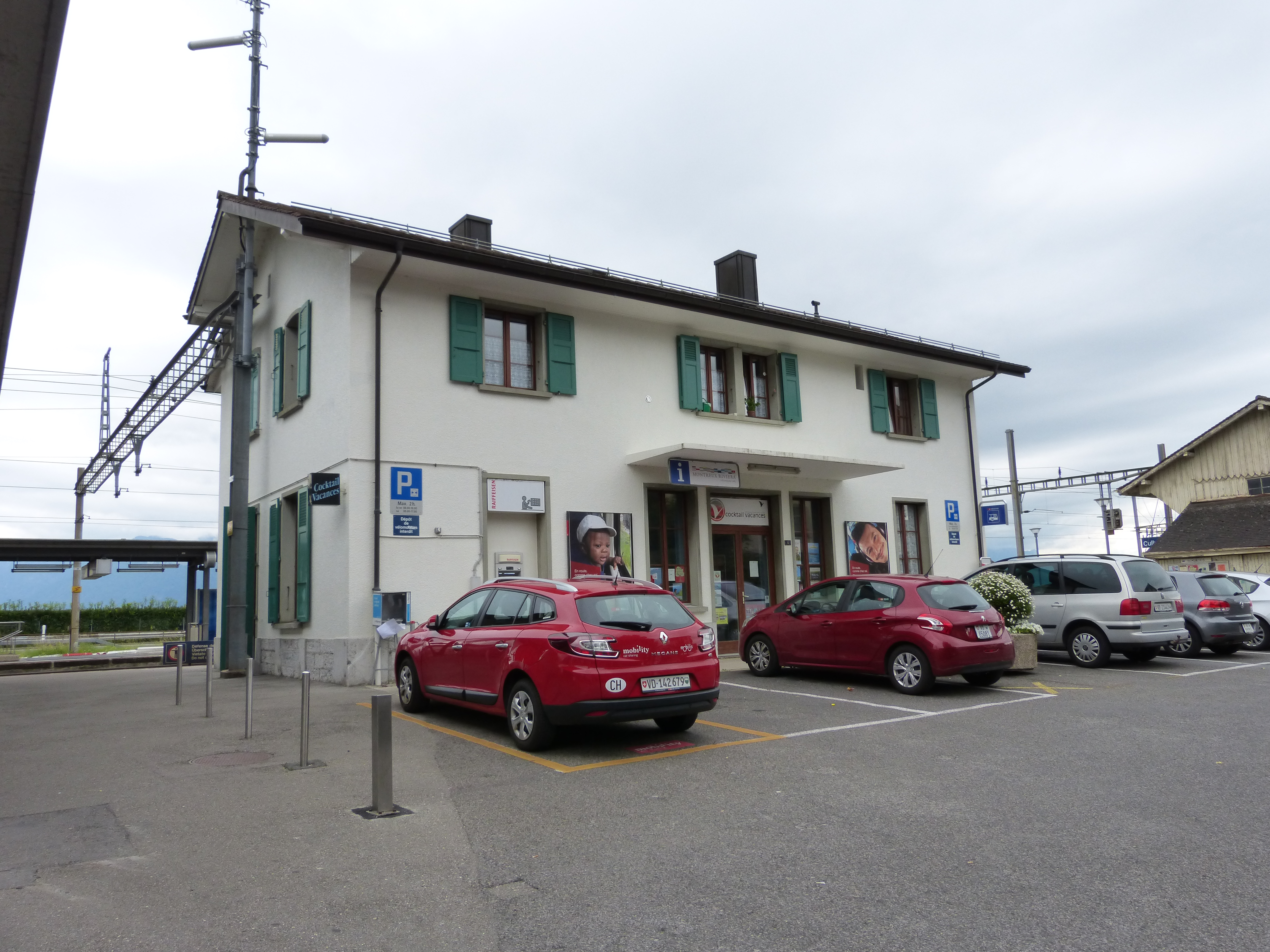
La stazione di Cully

Cully è servito dall'omonima stazione, sulla ferrovia Losanna-Briga.